# Plan forestier du Nord-Ouest
Le plan forestier du Nord-Ouest (anglais : Northwest Forest Plan, NWFP) est une série de directives fédérales régissant l'utilisation des terres fédérales dans la région du Nord-Ouest Pacifique des États-Unis.
Il couvre un ensemble allant de la Californie du Nord à l'ouest de l'État de Washington. Le plan a été adopté en 1994 par l'administration Clinton à l'issue d'une série d'études qui ont débuté en 1993.
Le plan a été rédigé à l'origine avec l'intention de protéger les habitats critiques pour la chouette tachetée du Nord (Strix occidentalis caurina), mais le plan est venu à inclure des objectifs beaucoup plus large de protection de l'habitat.
Ce plan prévoit des cinq grands objectifs :
1. Ne jamais oublier les dimensions humaines et économiques des problèmes ;
2. Protéger la « santé » à long terme des forêts, la faune et les voies navigables ;
3. Focus sur les stratégies et mise en œuvre scientifiquement solides, écologiquement crédibles et juridiquement responsables ;
4. Produire un niveau prévisible et durable des ventes de bois et des autres ressources forestières ;
5. S'assurer que les organismes fédéraux travaillent ensemble.